# Чеченя, Николай Константинович
Николай Константинович Чеченя (10 августа 1915 года, Бахмач, Украина — 24 июня 1985 года, Выборг) — командир отделения управления батареи 120-миллиметровых минометов 174-го гвардейского стрелкового полка 57-й гвардейской стрелковой дивизии 8-й гвардейской армии 1-го Белорусского фронта, гвардии старшина — на момент представления к награждению орденом Славы 1-й степени.

## Биография
Родился 10 августа 1915 года в городе Бахмач Черниговской области Украины в семье рабочего. Украинец. С 1934 года жил в городе Осиповичи в Белоруссии. Окончил начальную школу и специальные курсы. Работал машинистом паровоза в местном железнодорожном депо.
С 1937 года по 1940 годах проходил службу в Красной Армии. Участник советско-финляндской войны 1939—1940 годов. В апреле 1942 года был вновь призван в армию Молотовским райвоенкоматом Куйбышевской области. В боях Великой Отечественной войны с июля 1942 года. Воевал на Сталинградском, Донском, Юго-Западном, 1-м и 3-м Украинских и 2-м Белорусском фронтах. Весь боевой путь прошел в составе сформированной в Приволжском военном округе 153-й стрелковой дивизии. Член ВКП/КПСС с 1943 года.
Первую боевую награду — медаль «За боевые заслуги» — получил уже осенью 1942 года. В одном из бою минометный расчет старшего сержанта Чечени уничтожил две пулеметные точки противника и миномет с прислугой.
При прорыве обороны на днепровском плацдарме осенью 1943 года гвардии старший сержант Чеченя находился в передовых порядках пехоты и корректировал огонь минометной батареи. По его наведению была уничтожена группа гитлеровцев, готовящаяся к контратаке. В последующих боях за хутора Машиновый, Натальевка, Весёлый, село Менделеевка и другие населенные пункты Запорожской области Украины, находясь в боевых порядках пехоты, умело корректировал огонь батареи, помогая отражать контратаки противника. За это время минометчики вывели из строя до двух взводов пехоты и несколько пулеметных точек врага. Был представлен к награждению орденом Красной Звезды. Приказом по частям 57-й гвардейской стрелковой дивизии от 16 февраля 1944 года старший сержант Чеченя Николай Константинович награждён орденом Славы 3-й степени.
В дальнейшем участвовал в боях за освобождение город Ковель, форсировании Западног Буга и Вислы. Особо отличился в боях на Магнушевском плацдарме.
19-26 августа 1944 гвардии старший сержант Чеченя из боевых порядков пехоты корректировал огонь минометов, которые подавили вражескую батарею близ населенного пункта Ходков, разбили автомашину с боеприпасами у населенного пункта Михаловка, обеспечили выполнение боевых задач стрелками в бою за деревню Вилчковице Гурне. Приказом по войскам 8-й гвардейской армии от 26 сентября 1944 года гвардии старший сержант Чеченя Николай Константинович награждён орденом Славы 2-й степени.
16-22 апреля 1945 года в боях за высоту у города Зелов и населенный пункт Альт-Тухебанд заменил раненого командира батареи. Её огнём было истреблено свыше взвода живой силы, подавлены две пулеметные точки и противотанковая пушка. Был ранен и контужен, но поля боя не покинул. Впоследствии под его командованием минометчики уничтожили ещё много вражеской пехоты, бронетранспортер и 81-миллиметровый миномет. За эти бои был награждён орденом Отечественной войны 2-й степени.
В боях в Берлине гвардии старшина Чеченя в составе группы бойцов участвовал в прочесывании улиц, лично уничтожил двух фаустников и с группой бойцов взял в плен 20 гитлеровцев. Вынес из под огня раненую телеграфистку. Указом Президиума Верховного Совета СССР от 15 мая 1946 года за образцовое выполнение заданий командования в боях с немецко-фашистскими захватчиками гвардии старший сержант Чеченя Николай Константинович награждён орденом Славы 1-й степени. Стал полным кавалером ордена Славы.
В 1945 году Н. К. Чеченя демобилизован из рядов Красной Армии.
С марта 1950 года работал в паровозном депо станции Воркута. Работал машинистом паровоза, машинистом-инструктором, машинистом парокотельной локомотивного депо. В феврале 1972 года переехал в город Выборг. Был женат. Вырастил троих детей. Имеет внуков и правнуков. Скончался 24 июня 1985 года. Похоронен на кладбище посёлка Черкасово Выборгского района Ленинградской области.
Награждён орденами Отечественной войны 1-й и 2-й степеней, Славы 1-й, 2-й и 3-й степеней, медалями, в том числе медалью «За боевые заслуги».